# O poeta que fingia
O poeta que fingia é um romance do escritor brasileiro Álvaro Cardoso Gomes publicado em 2010 pela FTD Educação e ilustrado por Alexandre Camanho. Nessa história, o poeta Fernando Pessoa torna-se um personagem por meio da imaginação do menino João Fernando, que passar a ver o poeta como um "pai espiritual", abrindo seus olhos para vida e o inserindo no mundo da poesia.
Em 2011, O poeta que fingia ficou em segundo lugar no Prêmio Jabuti na categoria Juvenil.

## Sinopse[3]
O romance retrata o garoto João Fernando, que tem uma relação complicada com o pai e imagina o poeta Fernando Pessoa como um segundo pai que o entende, que coloca-o no mundo das poesias. 

Grande parte das falas de Fernando Pessoa na história são criadas pelo autor, sendo algumas baseadas em registro em cartas ou em diários, outras são retiradas de poesias ou de seus heterônimos. 